# WTA Klagenfurt
Das WTA Klagenfurt (offiziell: Uniqa Grand Prix) war ein Damen-Tennisturnier der WTA Tour, das im Jahr 2000 einmalig in Klagenfurt ausgetragen wurde.
Es war Nachfolger des WTA-Turniers in Pörtschach am Wörther See und Vorgänger des WTA-Turniers von Wien.

## Siegerliste

### Einzel
| Jahr | Siegerin       | Finalgegnerin  | Ergebnis      |
| ---- | -------------- | -------------- | ------------- |
| 2000 | Barbara Schett | Patty Schnyder | 5:7, 6:4, 6:4 |

### Doppel
| Jahr | Siegerinnen                 | Finalgegnerinnen              | Ergebnis |
| ---- | --------------------------- | ----------------------------- | -------- |
| 2000 | Laura Montalvo Paola Suárez | Barbara Schett Patty Schnyder | 7:6, 6:1 |